# Sander Armée
Sander Armée (Lovanio, 10 dicembre 1985) è un ex ciclista su strada belga.
Professionista dal 2010 al 2022, in carriera ha vinto una tappa alla Vuelta a España 2017 e due volte la classifica scalatori al Tour de Romandie.

## Palmarès
- 2007 (Profel-Ziegler Continental Team, tre vittorie)

Campionati della Provincia del Brabante Fiammingo, Prova in linea
Campionati della Provincia del Brabante Fiammingo, Prova a cronometro
2ª tappa Spar Arden Challenge
- 2008 (Profel-Prorace Continental Team, una vittoria)

Campionati della Provincia del Brabante Fiammingo, Prova in linea
- 2009 (Beveren 2000, sette vittorie)

4ª tappa Tour de Bretagne (Matignon > Perros Guirec)
7ª tappa Tour de Bretagne (Douarnenez > Quimperlé)
Campionati della Provincia del Brabante Fiammingo, Prova in linea
Flèche Ardennaise
2ª tappa Triptyque Ardennais
Classifica generale Triptyque Ardennais
Kattekoers
- 2017 (Lotto-Soudal, una vittoria)

18ª tappa Vuelta a España (Suances > Santo Toribio de Liébana)
- 2020 (Lotto-Soudal, una vittoria)

3ª tappa, semitappa Tour du Poitou-Charentes (Chasseneuil-du-Poitou > Jaunay-Marigny)

### Altri successi
- 2016 (Lotto-Soudal)

Classifica scalatori Tour de Romandie
- 2017 (Lotto-Soudal)

Classifica scalatori Tour de Romandie

## Piazzamenti

### Grandi Giri
- Giro d'Italia

2014: 47º
2015: 65º
2018: 57º
2020: 47º
- Vuelta a España

2014: 103º
2016: 90º
2017: 19º
2018: 73º
2019: 73º
2021: ritirato (17ª tappa)

### Classiche monumento
- Giro delle Fiandre

2022: 48º
- Liegi-Bastogne-Liegi

2010: 83º
2011: ritirato
2012: 43º
2013: ritirato
2014: ritirato
2015: 97º
2016: 79º
2019: ritirato
2021: 110º
- Giro di Lombardia

2015: 96º
2016: ritirato
2017: ritirato
2019: ritirato

### Competizioni mondiali
- Campionati del mondo

Limburgo 2012 - Cronosquadre: 25º